# ヨハネがすき
『ヨハネがすき』（ヨハネがすき）は、大島弓子による日本の漫画。『別冊少女コミック』（小学館）の1976年1月号に掲載された。
大島弓子の過去の連載に『なずなよなずな』があり、両親なき後、幼い兄弟の世話を学生の兄が面倒を見るという作品の主題を発展・深化させたものである。1DKの住居に住んでいた時代の最後の作品で、大勢人がいると下書きができない状態であったため、バストイレルームに入って描いた、というエピソードが残されている。
サンコミックス・ストロベリーシリーズに収録された版のみ、扉絵が異なっている。

## あらすじ
夜羽は義理の両親を事故でなくし、妹と幼い弟たちを育てている高校2年生である。陸上選手としても期待されており、クラス全体の憧れでもあった。そんな夜羽を気遣う同級生のやすみ（やすべえ）は家事を手伝おうとして夜羽の家へ行き、学校の医務室で午前中、弟たちを預かってくれる旨を伝えるが、夜羽は興奮してやすみを弟たちと間違えて抱き締めてしまう。その様子を見ていた妹の果林は翌日もやってきたやすみの家事手伝いを妨害し、夜羽の理想の恋人からは貴方は外れていると指摘する。
翌日、果林の小学校の担任教師から果林のことで呼び出された夜羽は、原因が自分がやすみを抱き締めてしまったことにあると気づき、やすみにもう手伝いに来なくていいと告げる。そのことを察していたやすみは素直に受け止めた。
そして、夜羽は弟妹たちのために学校を中退することを決意し、そのことを告げにクラスに立ち寄る。晴れて弟たちの育児にのみ専念できるようになった夜羽はある日、ハイキングに弟妹たちを連れ出すが、その最中、果林は親戚の家へゆく伝言を残して消えてしまう。また弟の一人松丸は交通事故に遭い、足を骨折して歩行困難になるかもしれないと医師から宣告される。
自分の育児の限界に悩み抜いた夜羽は高校の陸上競技に飛び入りで参加し、走らせて欲しい、と部長に願う。夜羽の急な競技参加に驚いたやすみは、他校に通っている兄に、夜羽のことを見張って欲しい、と頼む。

## 登場人物
夜羽（よはね）
主人公。旅行中に命を落とした義理の親たちの、旅行前に残した言葉を忠実に守り、両親のきょうだいたちの反対を押し切って妹と3人の弟たちの面倒を見ようとする。両親からは死んだ友達の忘れ形見というだけで、血は繋がっていない。陸上部所属で、夢は宇宙飛行士になること。
やすみ
夜羽のクラスメートのショートカットの少女。あだ名は「やすべえ」。眼鏡をかけている。人の噂話や悪口が嫌いで、そのような話が友人たちの間で交わされると決まって座を外し、木の陰で一人時間を潰していた。そのことに気づいた夜羽と仲良くなる。ヨハネの退学の際には、弟たちが自立して一人立ちするのに何年かかるのと思っているのか、それから夢を追いかけるのでは遅すぎる、子供はどの家でも育つものだと冷たい反応を返す。
果林（かりん）
夜羽の義理の妹で、10歳。やすみに興味を持ち、貴方は夜羽の恋人にふさわしくない、といって敵意をあらわにする。同級生からの恋の告白を断るのに恋人の存在を示唆し、大人向けのセクシーな本を読んでいて、授業に集中していないことと担任の教師より注意を受けた、夜羽に問いただされて、夜羽がやすみを抱き締めたことが原因だ、と答える。伯母の家にゆき、そのまま戻って来ず、結婚式の際にやすみに謝罪する。
松丸（しょうまる）、竹丸（たけまる）、梅丸（うめまる）
夜羽の義理の弟たち。
夜羽の義理の伯母
夜羽の弟妹たちを引き取りたがっている。松丸が事故にあった際に、是が非でも自分が引き取るといって、感情的になる。
緒山（おやま）
夜羽のクラスメイトで、陸上部の部長。
やすみの兄
夜羽同様、幼いころに両親を亡くし、やすみの面倒を見ており、中年だが高校生。やすみが夜羽の退学に反対したのは、兄の青春を自分が奪ってしまった、という後悔の気持ちからだった。

## 解説
- 副田義也は、夜羽とやすみの関係には、疑似夫婦関係がなりたち、そのことで性に関することがらが許容されている、と述べている。例として、冒頭の生理に関する会話をあげている[4]。

## 単行本
- 『雨の音がきこえる』 小学館、小学館文庫（1976年4月20日刊）
  - 収録作品 -『雨の音がきこえる』・『ヨハネが好き』・『ほたるの泉』・『風車』・『つぐみの森』
- 『草冠の姫』朝日ソノラマ、サンコミックス・ストロベリーシリーズ（1982年10月30日刊）
  - 収録作品 -『草冠の姫』・『ハイネよんで』・『ヨハネがすき』・『いたい棘いたくない棘』
- 『大島弓子選集第4巻  ほうせんか・ぱん』朝日ソノラマ（1986年2月28日刊）
  - 収録作品 -『海にいるのは…』・『ほうせんか・ぱん』・『ほたるの泉』・『銀の実を食べた』・『わがソドムへどうぞ』・『F式蘭丸』・『10月はふたつある』・『リベルテ144時間』・『ヨハネがすき』
- 『全て緑になる日まで』白泉社、白泉社文庫（1996年12月18日刊）
  - 収録作品 -『F式蘭丸』・『10月はふたつある』・『リベルテ144時間』・『ヨハネがすき』・『全て緑になる日まで』・『アポストロフィーS』